# Robert Parker
Robert M. Parker, Jr., född 23 juli 1947 i Baltimore, Maryland, är en amerikansk jurist och vinkritiker.
Parker började år 1978 ge ut en publikation, The Wine Advocate, i vilken han poängsätter viner på en skala från 50 till 100. I dag läses den av över 40 000 människor världen över och många vinproducenter försöker göra sina viner just så som de tror att Parker gillar dem, så kallad "parkerisering".
Parker är en av dem som gjort något för att höja kvaliteten på viner i världen. Många förhåller sig dock kritiska till Parker, eftersom de anser att hans inflytande håller på att radera gamla traditionella vinstilar till förmån för sådana som faller Parker i smaken. Andra anser att vinstilarna inte raderas utan förändras till det bättre.
Parker är av många ansedd som vinvärldens mest inflytelserika person. Många viner, framförallt bordeauxviner, prissätts ofta i hög grad efter det betyg Parker ger dem.

## Utmärkelser
- Riddare av Nationalförtjänstorden,  1992[3]
- Riddare av Hederslegionen,  1999[3]
- Kommendör av Italienska republikens förtjänstorden,  2 juni 2002[4]
- Officer av Hederslegionen,  2005[5]
- Storkorset av den medborgerliga förtjänstorden,  20 augusti 2010[6]

[Redigera Wikidata]